# Westminster, Colorado
Westminster là một thành phố thuộc quận Adams và Jefferson, tiểu bang Colorado, Hoa Kỳ. Westminster có cự ly 9 dặm Anh so với toà nhà nghị viện bang Colorado. Thành phố có diện tích km², dân số thời điểm năm 2009 theo ước tính của Cục điều tra dân số Hoa Kỳ là 108.850 người , đây là thành phố đông dân thứ bảy của tiểu bang. Tháng 7 năm 2006, tạp chí Money xếp hạng thành phố này là nơi sinh sống tốt thứ 24 ở Hoa Kỳ 
.